# Walencja (językoznawstwo)
Walencja – pojęcie z zakresu językoznawstwa określające łączliwość elementów języka, a zwłaszcza czasowników.

## Historia
Pierwsze prace o zjawisku walencyjności przedstawił Karl Bühler, chociaż jego analiza bywa utożsamiana z konotacją. W następnych latach badania i rozwój teorii walencji dotyczył głównie gramatyki niemieckiej. Za autora terminu „walencja” uznawany jest Lucien Tesnière, który porównał łączenie leksemów w zdania do łączenia atomów w cząsteczki i odwołał się do chemicznej wartościowości. Teoria walencji miała być alternatywną teorią składniową, która sprawdzała się w opisywaniu czasowników. Znalazła ona zastosowanie w przetwarzaniu języków naturalnych, jak również jako ogólne źródło w nauczaniu języka obcego.

## Teoria
Teoria walencji dzieli zbiór podrzędników na dwie klasy. Elementy ściśle związane z nadrzędnikiem określane są mianem argumentów, fraz wymaganych lub aktantów. Pozostałe, które są luźno związane, nazywa się modyfikatorami, frazami luźnymi, adiunktami lub cyrkumstantami. Stałym problemem w teorii walencji jest wyodrębnianie elementów charakterystycznych od elementów adiunktywnych. Z powodu trudności w określeniu granicy między argumentami a modyfikatorami rozważa się istnienie słowników i gramatyki bez takiego rozróżnienia.
Istnieją różne metody podziału podrzędników na ściśle i luźno związane z nadrzędnikiem:
- kryterium ontologiczne[12]
- kryterium formalne[13]
- kryterium funkcyjne[14]
- kryterium iterowalności[15]
- kryterium wybiórczości[16]
- kryterium zasłówka[17]